# Scaphinotus incompletus
Scaphinotus incompletus är en skalbaggsart som beskrevs av Schwarz. Scaphinotus incompletus ingår i släktet Scaphinotus och familjen jordlöpare. Inga underarter finns listade i Catalogue of Life.